# Centro-Oeste (Goiânia)
Centro Oeste, também conhecido como Fama, é um bairro da região central de Goiânia. Sua história começa no projeto da cidade, quando a área não era destinada à urbanização e ocupação populacional, mas seria uma grande área verde. Mas as condições ambientais (muita água e madeira) fizeram com que houvesse mudanças em tal plano. A partir da década de 40, começou-se a ocupação humana no local, chamado de Vila Operária. Em 1973 o nome do bairro foi mudado para Centro Oeste através de uma lei.
O nome Fama era uma sigla de uma organização social e tal nome se popularizou, tornando o nome do bairro de Fama. Entretanto tal área incluindo outras foram unidas ao Centro Oeste, tornando tudo em um só bairro. Hoje, o bairro é predominantemente comercial, principalmente por conta da Avenida Bernado Sayão, referência em quantidade de lojas de moda em Goiânia.
Segundo dados do Instituto Brasileiro de Geografia e Estatística (IBGE), divulgados pela prefeitura, no Censo 2010 a população do Centro Oeste era de 7 334 pessoas.